# Santos-Dumont Demoiselle
«Демуазе́ль» (фр. Demoiselle) — серия ранних экспериментальных самолётов авиаконструктора и пионера авиации Альберто Сантос-Дюмона, последний проект в его карьере.

## Название
Вероятно, Сантос-Дюмон выбрал слово «demoiselle» в качестве названия для серии своих самолётов из-за того, что во французском языке оно также обозначает Журавль-красавка (фр. Grue demoiselle или фр. Demoiselle de Numidie)) и семейство равнокрылых стрекозы (лат. Zygoptera, см. Равнокрылые стрекозы) — сходство с птицей самолёту придавали его широкие крылья, а со стрекозой ажурность и лёгкость, а также из-за того, что авиация в тот момент только зарождалась, эти конструкции были одними из первых, и потому подходило понятие девушка.

## История
Сантос-Дюмон создал серию из четырёх монопланов,  названия которых состояли из слова «Демуазель» («Demoiselle») и порядковых номеров от 19 до 22. Эти самолёты использовались в качестве собственного транспортного средства Сантос-Дюмона, и он охотно разрешал другим копировать его проект.
Самолёт «Демуазель» № 19 был построен всего за пятнадцать дней. Он совершил свой первый полёт в 1908 году, но спустя несколько месяцев разбился в катастрофе и не подлежал восстановлению. Впоследствии было построено ещё 3 самолёта, последний из которых, № 22, сохранился до наших дней.
На испытательных полётах самолёты серии показывали выдающиеся для своего времени результаты, легко пролетая 200 м над землёй со скоростью 100 км/ч. Сантос-Дюмон совершал на них полёты в разное время в 1909 году в Париже и его окрестностях. Среди его достижений — первый международный полёт дальностью 8 км, из Сан-Сира в Бук 13 сентября 1909 года, с возвращением на следующий день, и другой полёт 17 сентября 1909 дальностью 18 км за 16 минут. «Демуазель», оснащённый двухцилиндровым двигателем, приобрёл большую популярность. Будущий французский ас Первой мировой войны Ролан Гаррос совершил полёт на нём над парком Бельмонт в Нью-Йорке в 1910 году. В июньском номере 1910 года журнала «Популярная механика» были опубликованы чертежи «Демуазель» и подтверждалось, что этот самолёт лучше остальных построенных к этому времени и рекомендуется к использованию тем начинающим авиаторам, которые хотели бы достигнуть наилучших результатов в наикратчайшее время с минимумом затрат. Сантос-Дюмон, будучи энтузиастом авиации и полагая, что авиация станет главным направлением прогресса человечества. не стал патентовать конструкцию «Демуазель», а опубликовал чертежи для свободного использования. Несколькими годами позднее американские компании стали производить детали самолёта и продавать их вместе с чертежами для самостоятельной сборки. Автопромышленник Клеман Баярд построил несколько аппаратов «Демуазель», которые затем были проданы за 50,000 франков.

## Конструкция
Высокоплан «Демуазель» имел размах крыла 5,10 м и длину 8 м. Его вес был немногим более 110 кг вместе с пилотом (подразумевается сам Сантос-Дюмон). Фюзеляж состоял из специально укреплённого бамбукового лонжерона, а пилот сидел низко между главными колёсами трёхколёсного шасси. Пилот находился ниже соединения крыла с фюзеляжем, немного сзади колёс, и управлял хвостовыми поверхностями, используя штурвал. Тросы, поддерживающие крыло, были сделаны из фортепианных струн.
В самолёте № 19 был установлен двигатель с жидкостным охлаждением «Dutheil & Chalmers» мощностью 15 кВт.
В модели № 20 использовался более мощный двигатель — «Antoniette» мощностью 18 кВт, который был перенесён в более низкое положение и размещался перед пилотом. Сантос-Дюмон также изменил конструкцию крыла. Значительным новшество являлось  то, что в полёте самолёт частично управлялся приспособлением на хвосте, которое функционировало и как руль высоты, и как руль направления, и для перекоса крыла[en]. Этот самолёт также имел конструкционные недостатки, а мощность двигателя по-прежнему была недостаточна, и Сантос-Дюмон постоянно работал над их устранением.
Номер 21 имел треугольный укороченный фюзеляж из бамбука; двигатель был возвращён в первоначальное положение, перед крылом, но  размах крыльев был увеличен. Конструкция Номер 22  не отличалась от Номер 21. Сантос-Дюмон испытал двигатели с оппозитными цилиндрами и водяным охлаждением, увеличив мощность до 30 кВт в этих двух вариантах. Особенностью варианта с двигателем с водяным охлаждением был трубопровод с жидким хладагентом, который проходил за крылом с нижней стороны, что способствовало улучшению аэродинамики. Этот вариант охлаждения был изобретён и запатентован Сантос-Дюмоном.

## В настоящее время
Единственный уцелевший самолёт серии, «Демуазель» № 22, в настоящее время находится в парижском Музее авиации и космонавтики.